# Wola Rusinowska
Wola Rusinowska – wieś w Polsce położona w województwie podkarpackim, w powiecie kolbuszowskim, w gminie Majdan Królewski.
W latach 1975–1998 miejscowość administracyjnie należała do województwa tarnobrzeskiego. Przez wieś płynie rzeka Murynia. Pierwsze wzmianki o Woli Rusinowskiej pochodzą z XVIII w.
| SIMC    | Nazwa    | Rodzaj     |
| ------- | -------- | ---------- |
| 0799530 | Jeziorko | przysiółek |

Nazwy nieoficjalnych części wsi (przysiółki): Górka, Gutowiec, Iły, Murynia, Poddziale, Rosochy.
Nazwy obiektów fizjograficznych:
- las - Głównik, Olejarskie, Papierowa Olszyna, Wielki Bór,
- pole - Góra, Grabina, Kamieńce, Kuźnica, Ługi, Pająki, Popielica, Poręby, Próchnica, Przymiarki, Sadzawka, Zatoka,
- rzeka - Murynia,
- staw - Próchnica,
- łąki - Kuźnica, Potoki,
- wzniesienie - Góra, Kamieńce.

Miejscowość jest siedzibą rzymskokatolickiej parafii pw. św. Józefa Robotnika należącej do dekanatu Raniżów w diecezji sandomierskiej.

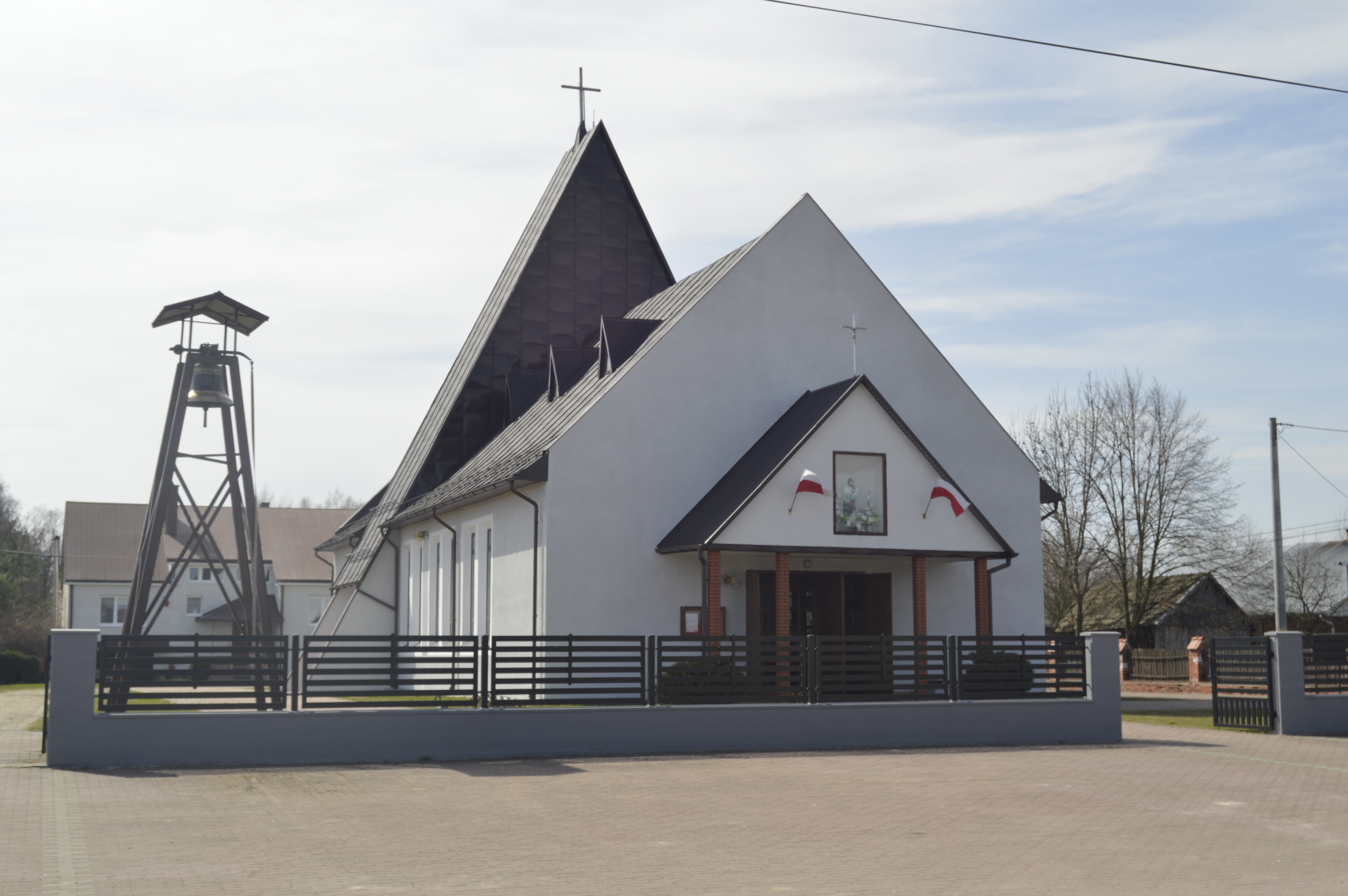
Kościół w Woli Rusinowskiej

Na terenie Woli Rusinowskiej znajduje się jeden z najstarszych dębów w Polsce, potężny i rozłożysty liczy prawie 40 metrów wysokości a jego wiek jest szacowany na ponad 500 lat.
Na terenie Woli Rusinowskiej od 10 stycznia 2010 roku działa Stowarzyszenie Rozwoju Wsi Wola Rusinowska „Nasza Wola”.